# Hausgauen
Hausgauen település Franciaországban, Haut-Rhin megyében. Lakosainak száma 372 fő (2022. január 1.). Hausgauen Bettendorf, Willer, Schwoben, Hundsbach, Wahlbach, Heiwiller és Tagsdorf községekkel határos.

## Népesség
A település népességének változása:
| Lakosok száma | 411  | 398  | 400  | 383  | 381  | 380  | 378  | 374  | 372  |
|               | 2013 | 2015 | 2016 | 2017 | 2018 | 2019 | 2020 | 2021 | 2022 |